# James Davis
James Anthony Davis Borikó (Palma de Mallorca, España, 5 de julio de 1995) es un futbolista ecuatoguineano. Juega de extremo izquierdo y su equipo actual es el Iraklis de Tesalónica de la Football League de Grecia.
Es internacional con Guinea Ecuatorial, donde sus padres nacieron.

## Trayectoria
Aunque nació en España, debido a la emigración de sus padres (un fernandino y una bubi naturales de Bioko, Guinea Ecuatorial), James tiene la doble nacionalidad ecuatoguineana y española.
Se trata de un extremo izquierdo formado en los clubes Son Cotoner, Santa Catalina del Penya Arrabal, Atlético Baleares y Mallorca.
El 21 de noviembre de 2015, James debutó con el primer equipo del Mallorca.

## Selección nacional
James fue citado a la selección absoluta de Guinea Ecuatorial por primera vez para las fechas FIFA de marzo de 2015. Debutó el día 26 de ese mes en un amistoso contra Egipto, que concluyó en derrota (0:2) y en el cual fue titular y jugó todo el primer tiempo, siendo reemplazado en el intervalo.